# This Binary Universe
This Binary Universe is het vijfde album van BT.
Dit werk is speciaal gemaakt voor 5.1 en de cd bevat als bonus ook nog een dvd met daarop alle composities van het album in DTS surround sound. Als ondersteuning van de muziek zijn er films gemaakt door een collectie van computer designers en animators.

## Tracklist
1. "All That Makes Us Human Continues" – 8:15
2. "Dynamic Symmetry" – 11:23
3. "The Internal Locus" – 10:27
4. "1.618" – 11:34
5. "See You On The Other Side" – 14:23
6. "The Antikythera Mechanism" – 10:06
7. "Good Morning Kaia" – 8:11